# Max Schur
Max Schur (Stanislaw, 1897 – New York, 1969) è stato un medico e psicoanalista austriaco.
Dopo essersi laureato in medicina e chirurgia all'Università di Vienna, si specializzò in medicina interna e si dedicò alla professione medica presso il Policlinico di Vienna. Appassionatosi alla psicoanalisi in seguito alla partecipazione alle conferenze introduttive di Freud e dopo aver intrapreso un'analisi personale, nel 1928 divenne il medico personale di Sigmund Freud, che seguì a Londra nel 1938.
L'anno seguente, dopo la morte di Freud (che fu lui a facilitare, su richiesta di Freud stesso, tramite iniezioni di morfina), si trasferì a New York, lavorando come medico e praticando come analista.
Al 1957 risalgono le prime pubblicazioni dei suoi scritti dedicati alla psicoanalisi. In particolare, la sua riflessione scientifica si focalizzò sui temi della psicosomatica ad orientamento psicodinamico. La sua biografia dedicata a Freud fu pubblicata postuma nel 1972.
Schur fece parte della Società Psicoanalitica di Vienna a partire dal 1932.